# Distretto di Nachingwea
Il distretto di  Nachingwea è un distretto della Tanzania situato nella regione di Lindi. È suddiviso in 26 circoscrizioni (wards) e conta una popolazione di 178 464 abitanti (censimento 2012).
Lista delle circoscrizioni:
- Chiola
- Kiegei
- Kilimahewa
- Kilimarondo
- Kipara Mnero
- Lionja
- Marambo
- Matekwe
- Mbondo
- Mkoka
- Mkotokuyana
- Mnero Miembeni
- Mnerongongo
- Mpiruka
- Mtua
- Naipanga
- Naipingo
- Namapwia
- Namatula
- Nambambo
- Namikango
- Nangowe
- Nditi
- Ndomoni
- Ruponda
- Stesheni